# Le Caule-Sainte-Beuve
Le Caule-Sainte-Beuve – miejscowość i gmina we Francji, w regionie Normandia, w departamencie Sekwana Nadmorska.
Według danych na rok 1990 gminę zamieszkiwały 432 osoby, a gęstość zaludnienia wynosiła 26 osób/km² (wśród 1421 gmin Górnej Normandii Le Caule-Sainte-Beuve plasuje się na 506. miejscu pod względem liczby ludności, natomiast pod względem powierzchni na miejscu 106.).